# Moscheea Kocatepe
Moscheea Kocatepe este o moschee din Ankara, Turcia. Aceasta este cea mai mare moschee din oraș și una dintre cele mai mari moschei din această țară.

## Istorie și arhitectură
Ideea de a construi moscheea i-a venit lui Ahmet Hamdi Akseki, vice-președinte al Cultelor, care în anul 1944 împreună cu șaptezeci și două de persoane a înființat Societatea de a Construi o Moschee în Yenișehir, Ankara. În anul 1947 societatea a solicitat diverse opinii și proiecte din partea a numeroși arhitecți pentru posibilele planuri ale moscheii, dar nici una dintre schițe nu a fost acceptată.
În anul 1956, prin eforturile lui Adnan Menderes, prim-ministrul Turciei din aceea perioadă, a fost alocat un teren pentru construirea viitoarei moschei, iar un an mai târziu a fost făcută o nouă cerere pentru planuri. Au fost evaluate treizeci și șase de schițe, iar în cele din urmă a fost ales proiectul comun al unei moschei moderniste a lui Vedat Dalokay și Nejat Tekelioğlu.
Proiectul a fost acceptat ca fiind un design practic și inovator. Construcția a început, dar din cauza criticilor conservatorilor la adresa aspectului său modernist, a fost oprită la nivelul fundației. După acest incident, în anul 1967 a avut loc un nou concurs de arhitectură, câștigat de proiectul comun al lui Husrev Tayla și Fatin Uluengin, declarat a fi cel mai bun proiect. Construcția ei a început în același an și a fost finalizată în anul 1987.
Planul moscheii Kocatepe este cel al unei moschei neo-clasice otomane, fiind inspirată după Moscheea Albastră, Moscheea Șehzade din Istanbul și Moscheea Selimiye din Edirne. Ea are 4 minarete de 88 de metri, dotate cu lifturi, un dom înalt de 48,5 metri și o lungime de 67 de metri, acest lucru făcând-o cea mai mare mosche din Ankara și una dintre cele mai mari din Turcia.

## Galerie de imagini

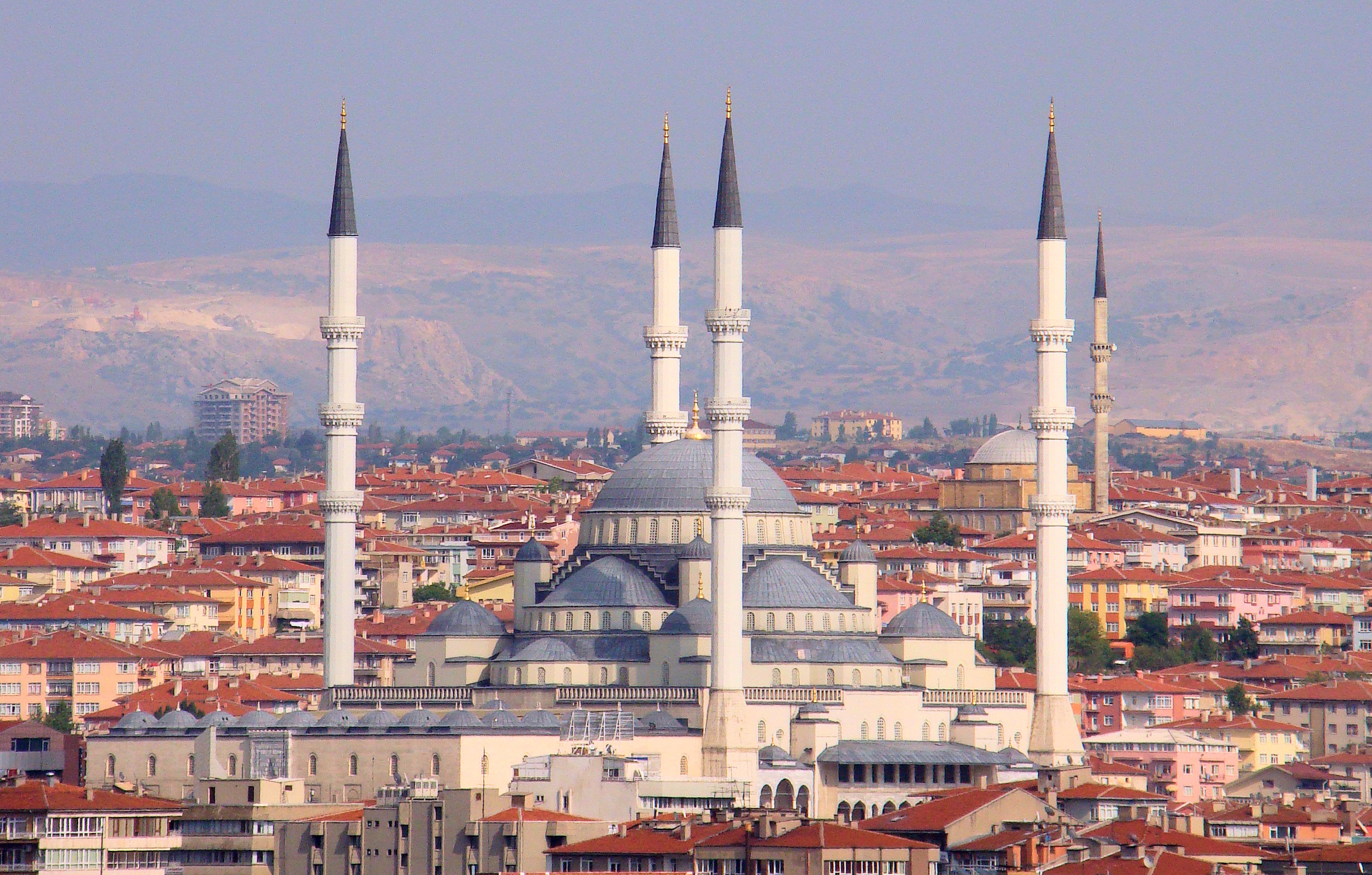
Moscheea Kocatepe.
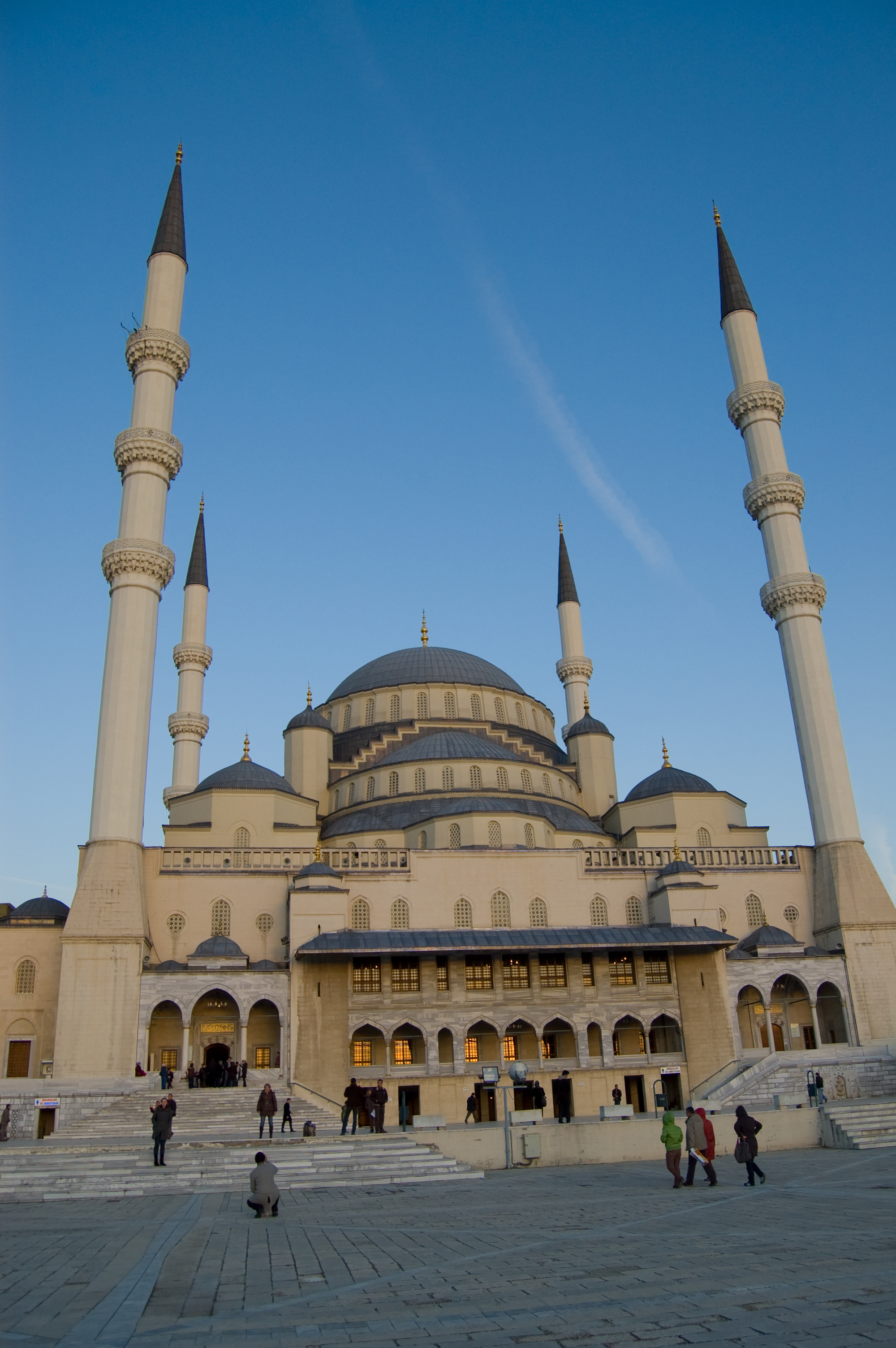
Intrarea.
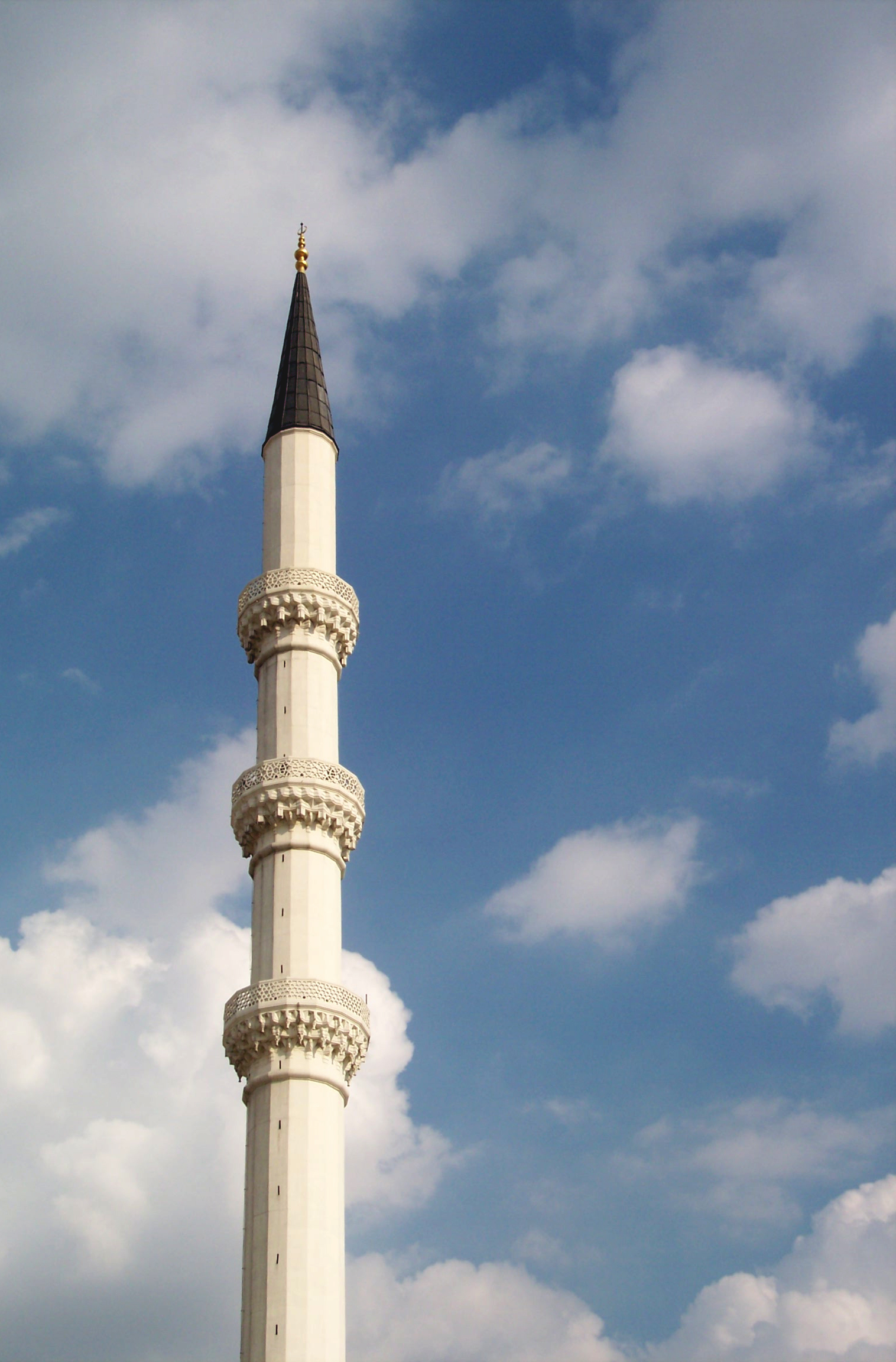
Minaret.
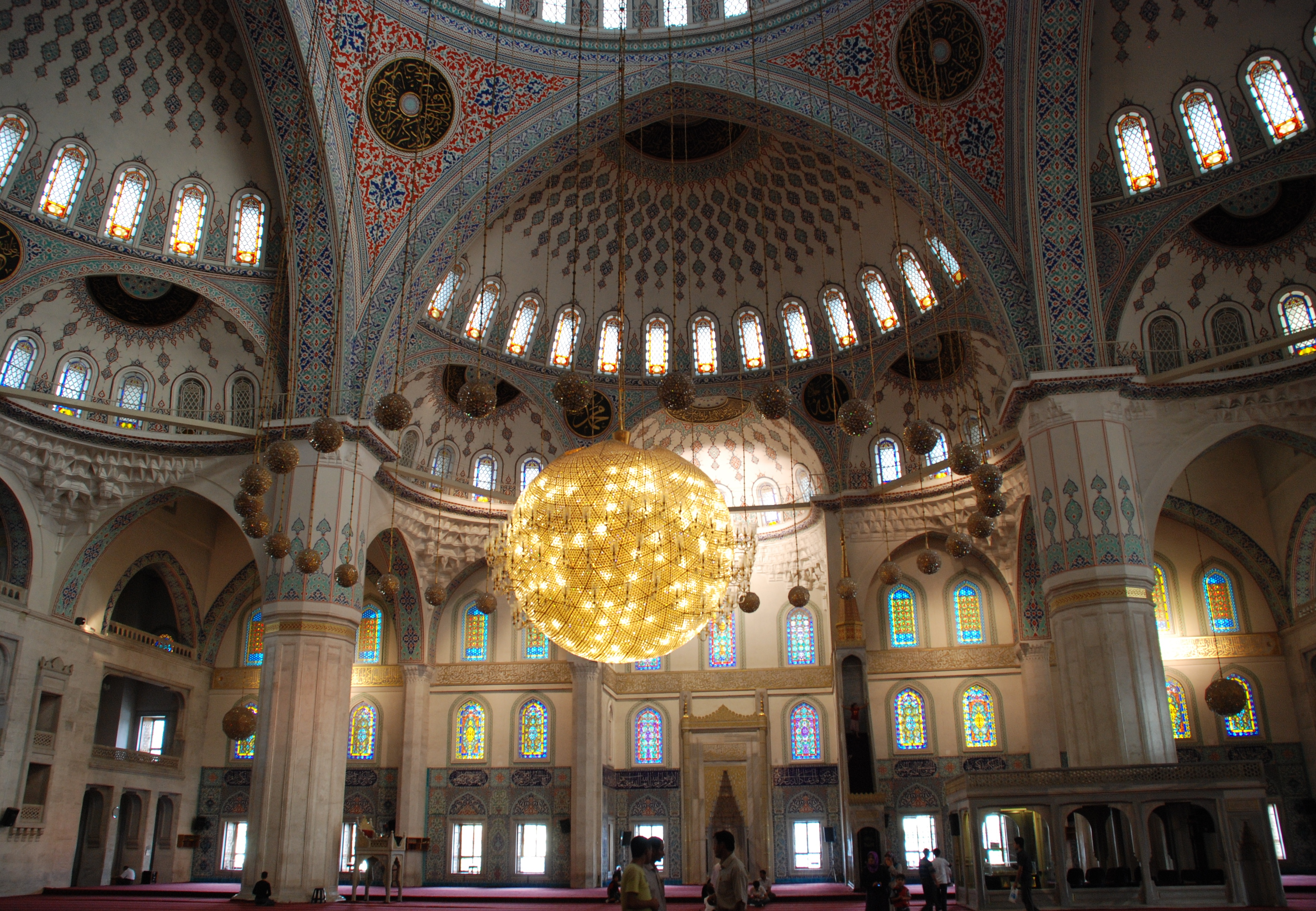
Vedere interioară
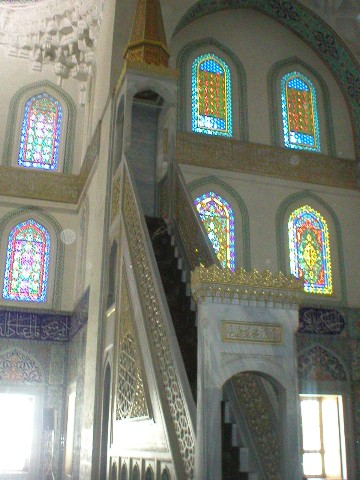
Minbarul

## Legături externe
Materiale media legate de Moscheea Kocatepe la Wikimedia Commons